# Al-Muzaffar Ahmad
Al-Muzaffar Ahmad, död 1430, var en egyptisk regent. Han var sultan i mamlukdynastins Egypten mellan 1421 och 1421.